# Chaitophorus populiyunnanensis
Chaitophorus populiyunnanensis är en insektsart. Chaitophorus populiyunnanensis ingår i släktet Chaitophorus och familjen långrörsbladlöss. Inga underarter finns listade i Catalogue of Life.